# Bai Yuefeng
Bai Yuefeng (白岳峰S, Bái YuèfēngP; Yanbian, 25 maggio 1987) è un ex calciatore cinese, di ruolo difensore.

## Carriera

### Club
Ha giocato nella prima divisione cinese.

### Nazionale
Tra il 2010 ed il 2011 ha giocato 3 partite in nazionale.

## Statistiche

### Cronologia presenze e reti in nazionale
| Cronologia completa delle presenze e delle reti in nazionale ― Cina | Cronologia completa delle presenze e delle reti in nazionale ― Cina | Cronologia completa delle presenze e delle reti in nazionale ― Cina | Cronologia completa delle presenze e delle reti in nazionale ― Cina | Cronologia completa delle presenze e delle reti in nazionale ― Cina | Cronologia completa delle presenze e delle reti in nazionale ― Cina | Cronologia completa delle presenze e delle reti in nazionale ― Cina | Cronologia completa delle presenze e delle reti in nazionale ― Cina |
| Data                                                                | Città                                                               | In casa                                                             | Risultato                                                           | Ospiti                                                              | Competizione                                                        | Reti                                                                | Note                                                                |
| ------------------------------------------------------------------- | ------------------------------------------------------------------- | ------------------------------------------------------------------- | ------------------------------------------------------------------- | ------------------------------------------------------------------- | ------------------------------------------------------------------- | ------------------------------------------------------------------- | ------------------------------------------------------------------- |
| 4-6-2010                                                            | Saint-Pierre                                                        | Francia                                                             | 0 – 1                                                               | Cina                                                                | Amichevole                                                          | -                                                                   | 61’                                                                 |
| 8-10-2010                                                           | Kunming                                                             | Cina                                                                | 2 – 1                                                               | Siria                                                               | Amichevole                                                          | -                                                                   | 55’                                                                 |
| 5-6-2011                                                            | Wuhan                                                               | Cina                                                                | 1 – 0                                                               | Uzbekistan                                                          | Amichevole                                                          | -                                                                   | 73’                                                                 |
| Totale                                                              |                                                                     | Presenze                                                            | 3                                                                   |                                                                     | Reti                                                                | 0                                                                   |                                                                     |

## Palmarès

### Club

#### Competizioni nazionali
- Coppa della Cina: 1

Tianjin Teda: 2011